# Missioni diplomatiche della Lituania
La Lituania, rappresentata diplomaticamente dal servizio diplomatico lituano, conta 29 missioni estere, 39 ambasciate, 8 consolati generali, 3 consolati, 1 ufficio dell'ambasciata, 7 missioni presso organizzazioni internazionali e 1 missione speciale.

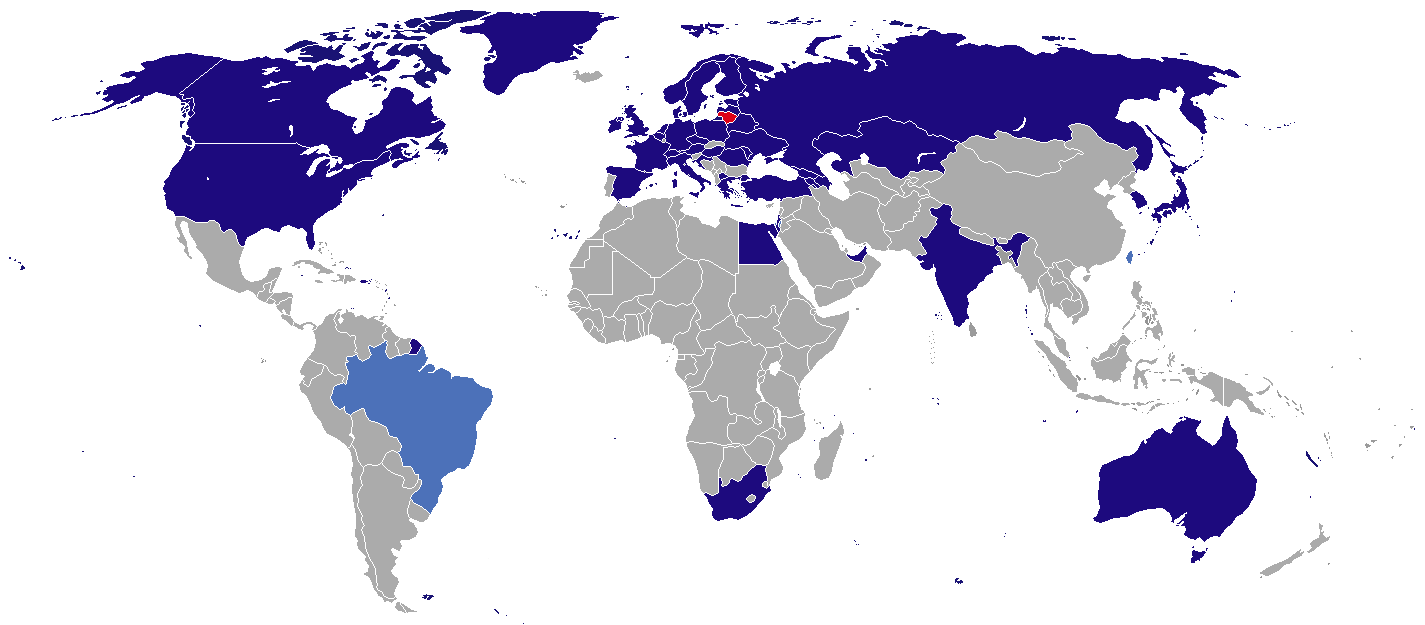
Stati in cui sono attive missioni diplomatiche

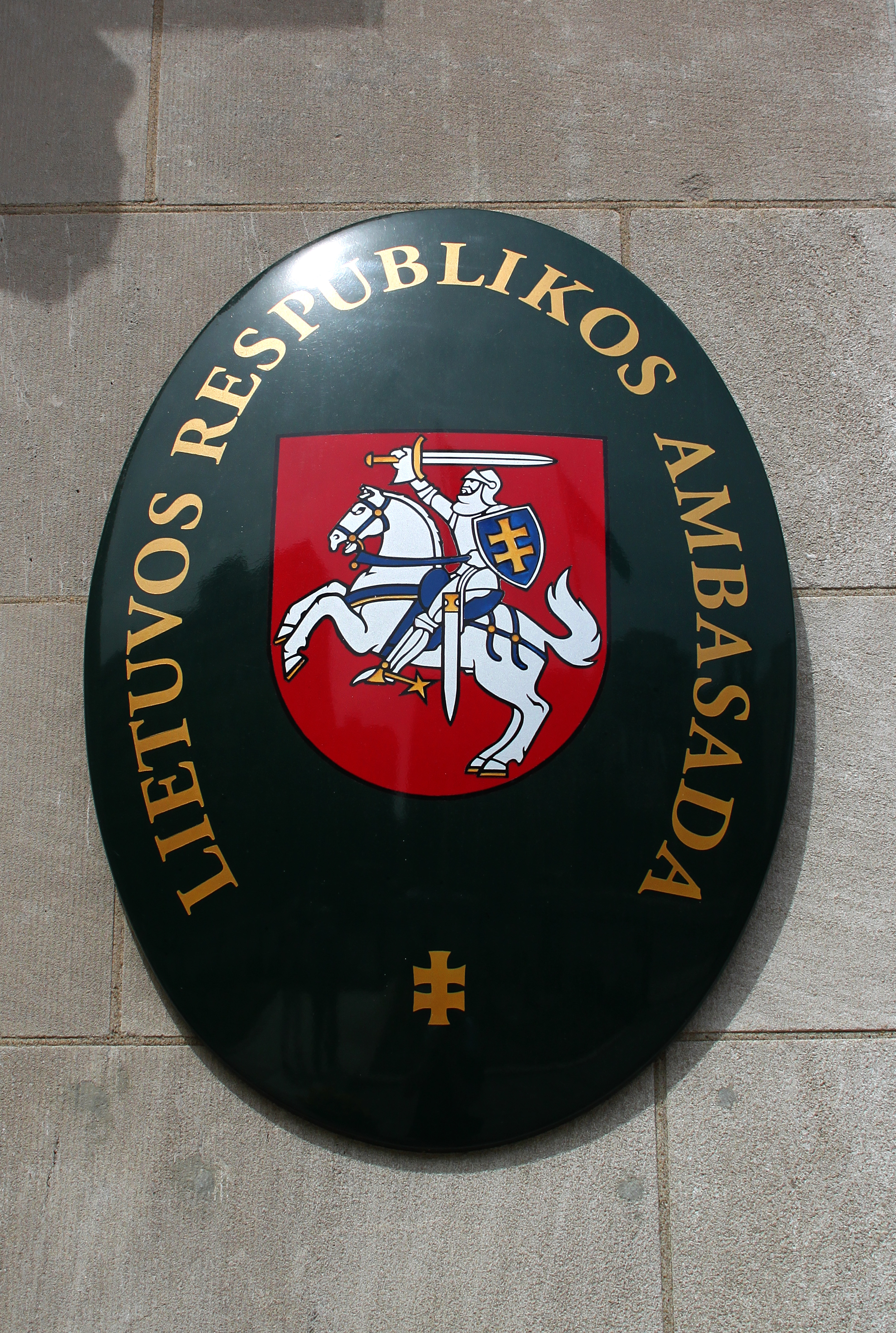
Stemma lituano

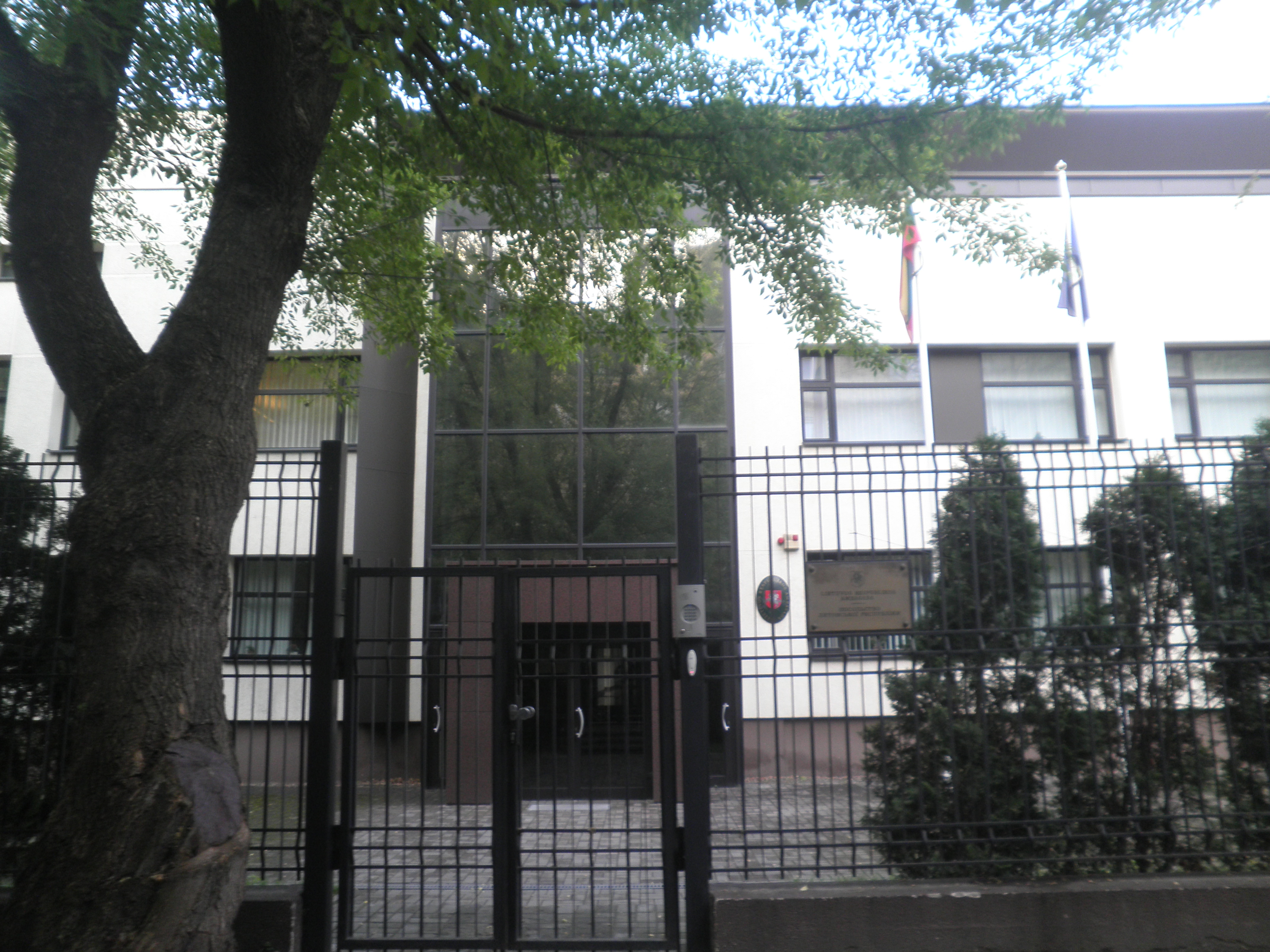
Ambasciata lituana a Kiev

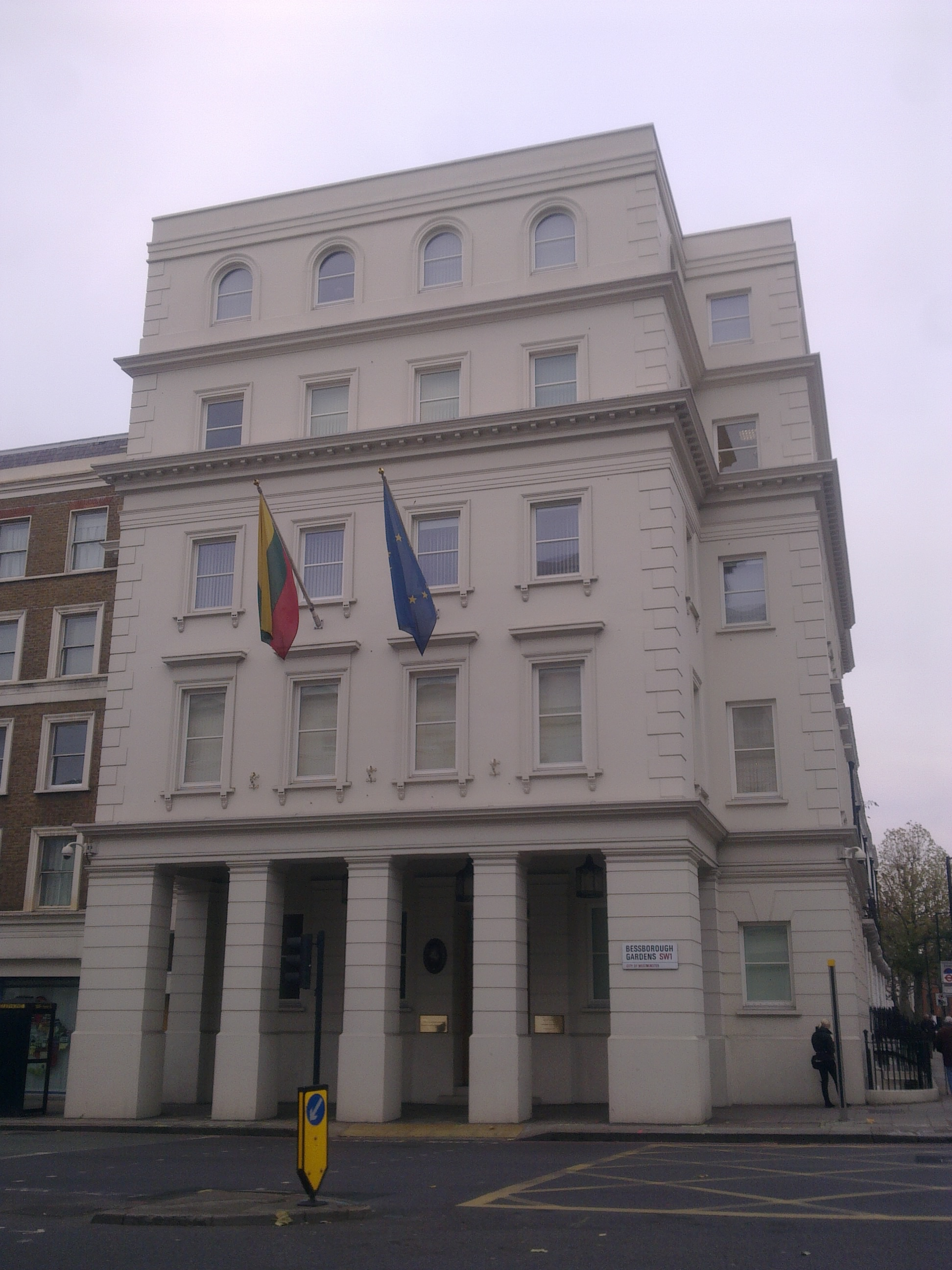
Ambasciata lituana a Londra

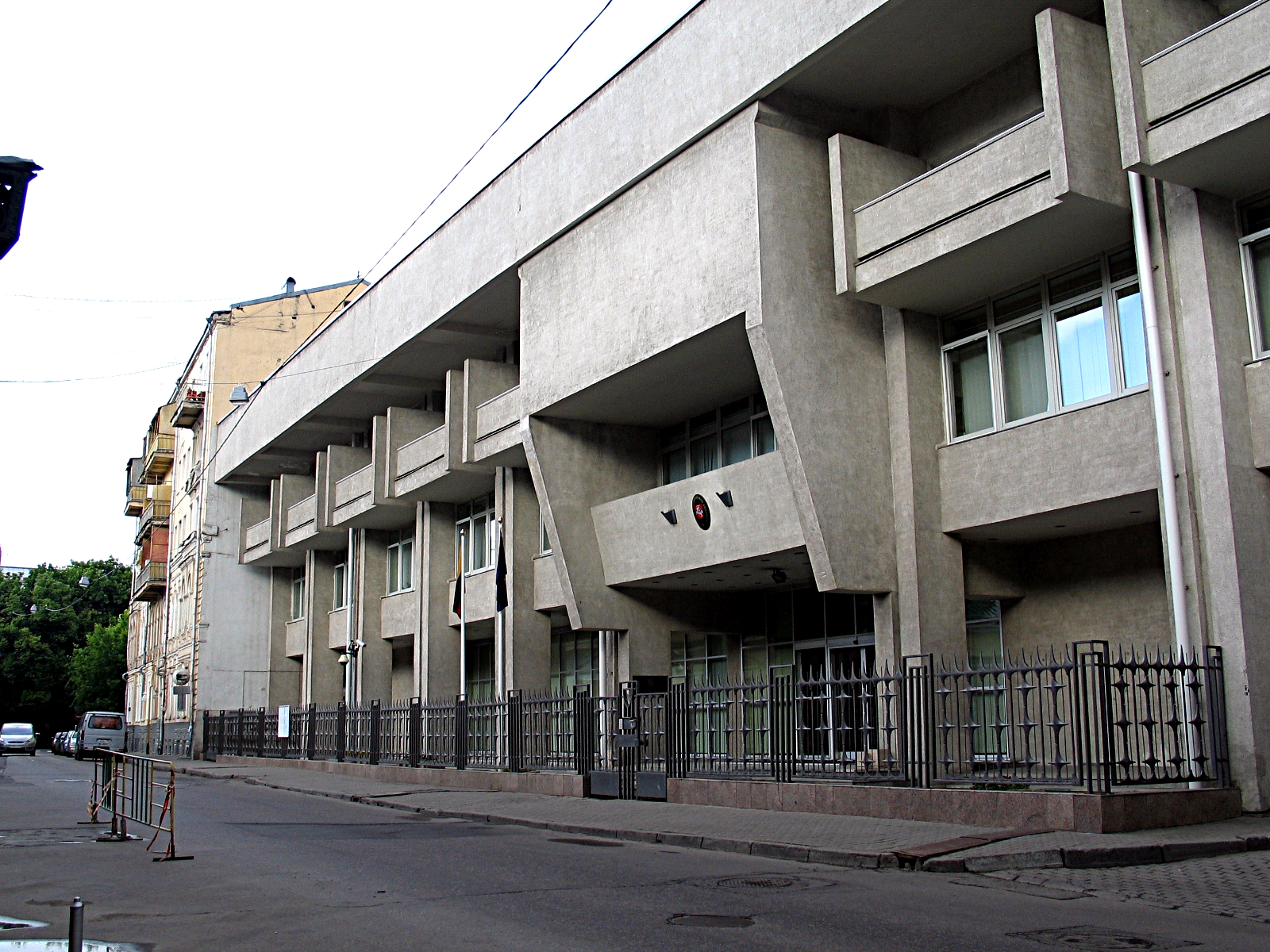
Ambasciata lituana a Mosca

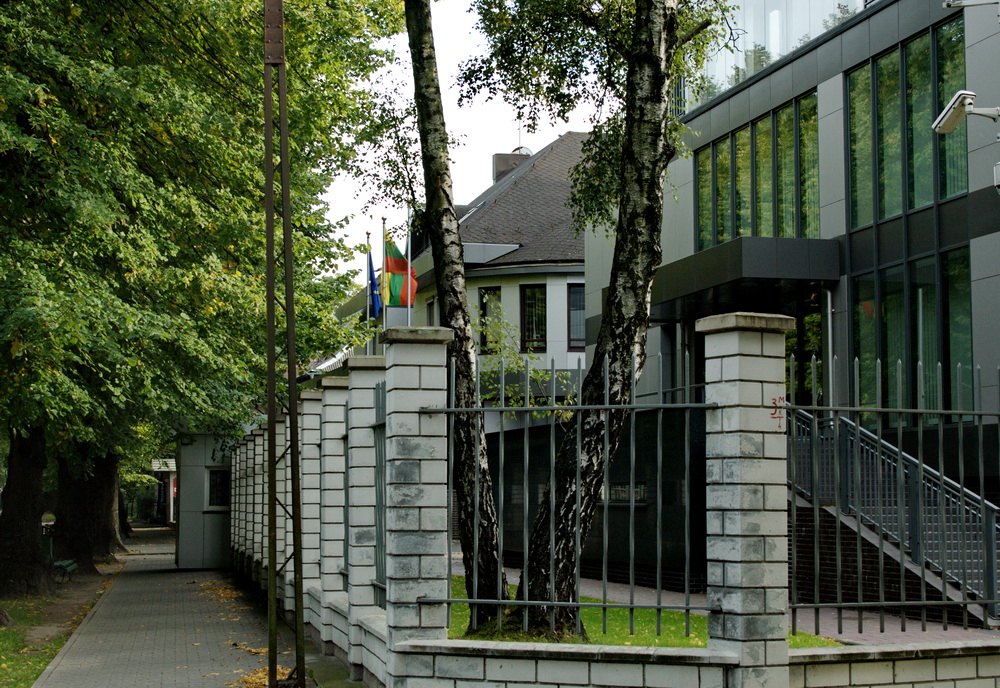
Consolato generale della Lituania presso Kaliningrad

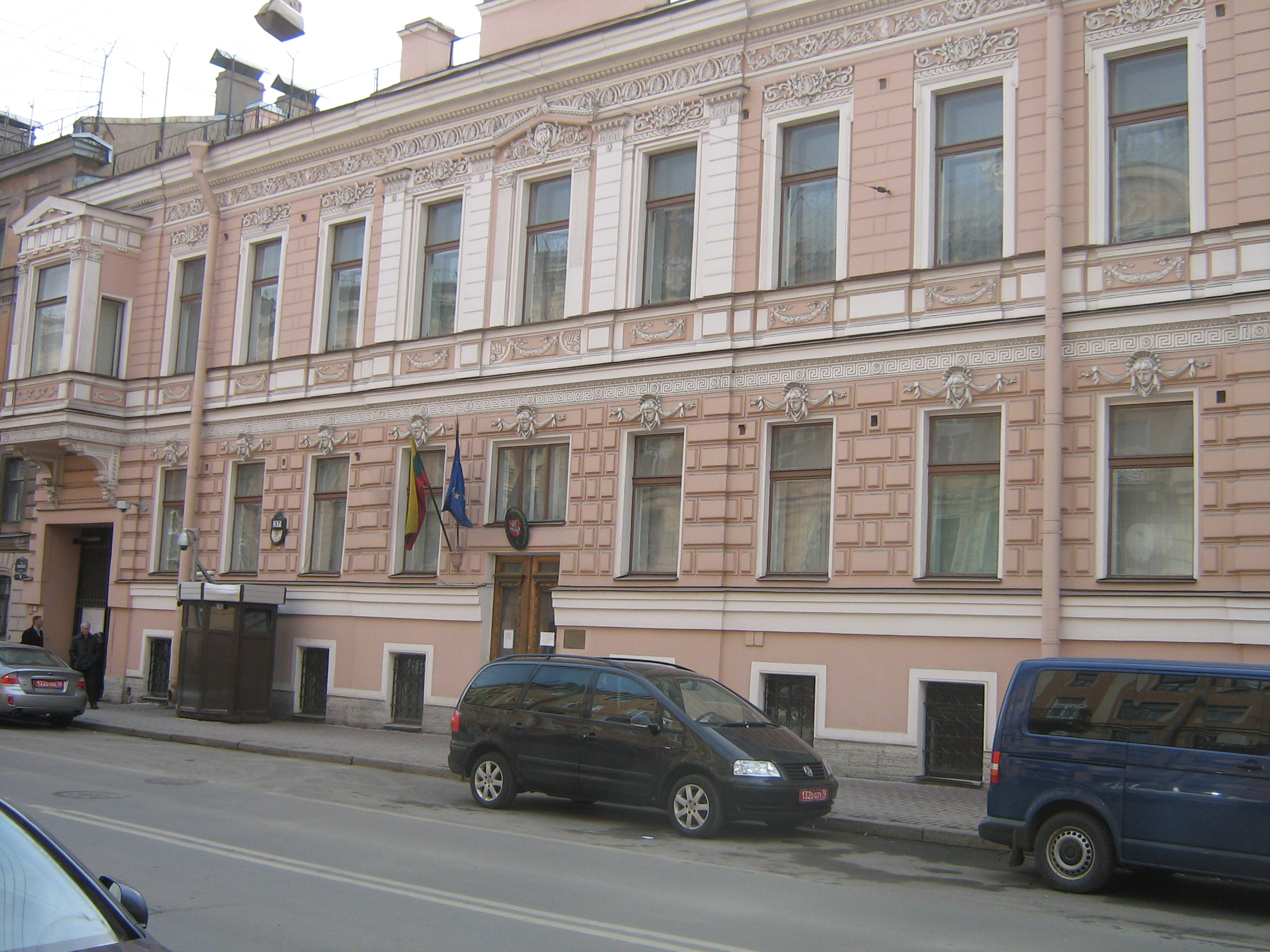
Consolato generale della Lituania presso San Pietroburgo

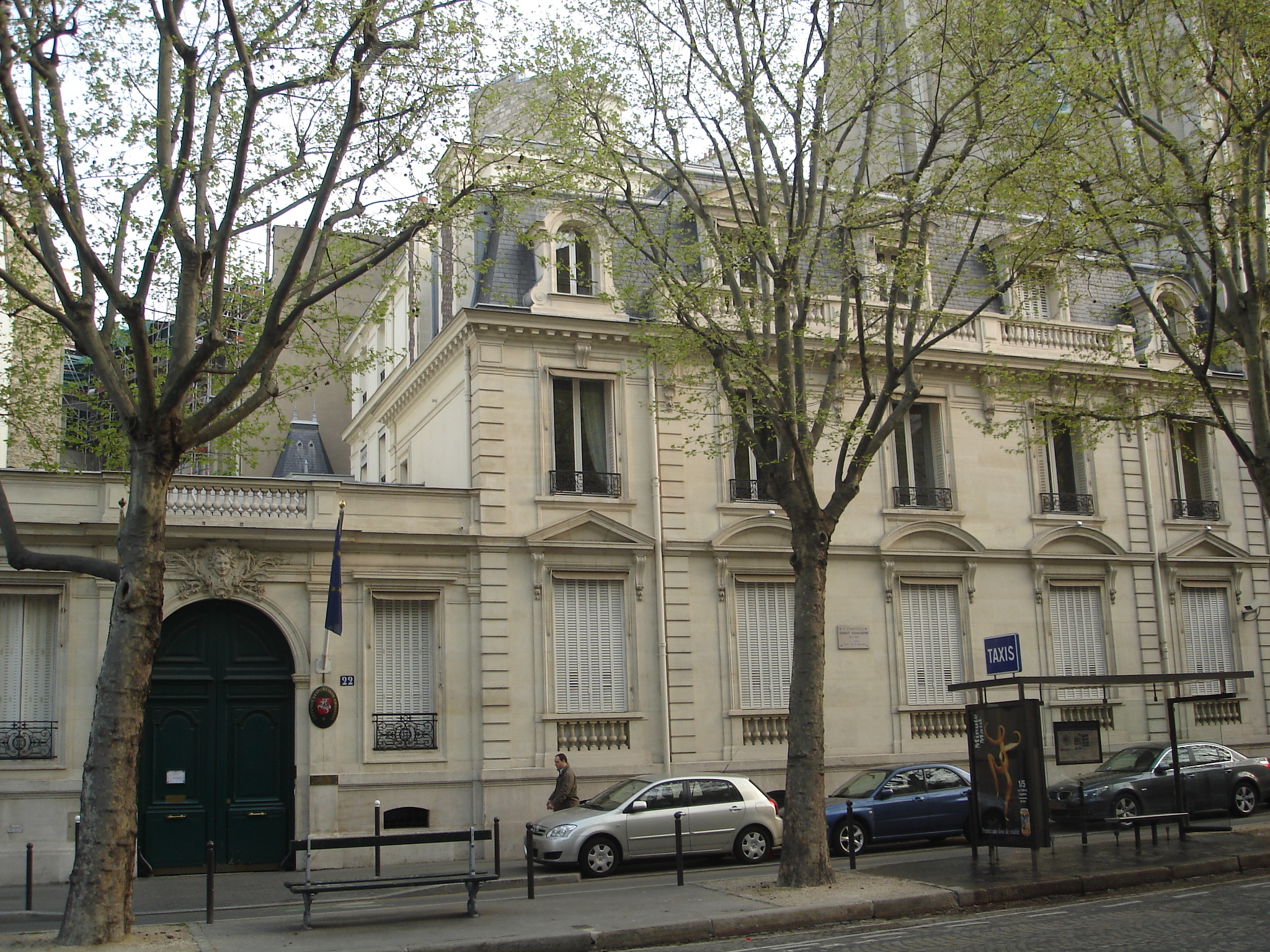
Ambasciata lituana a Parigi

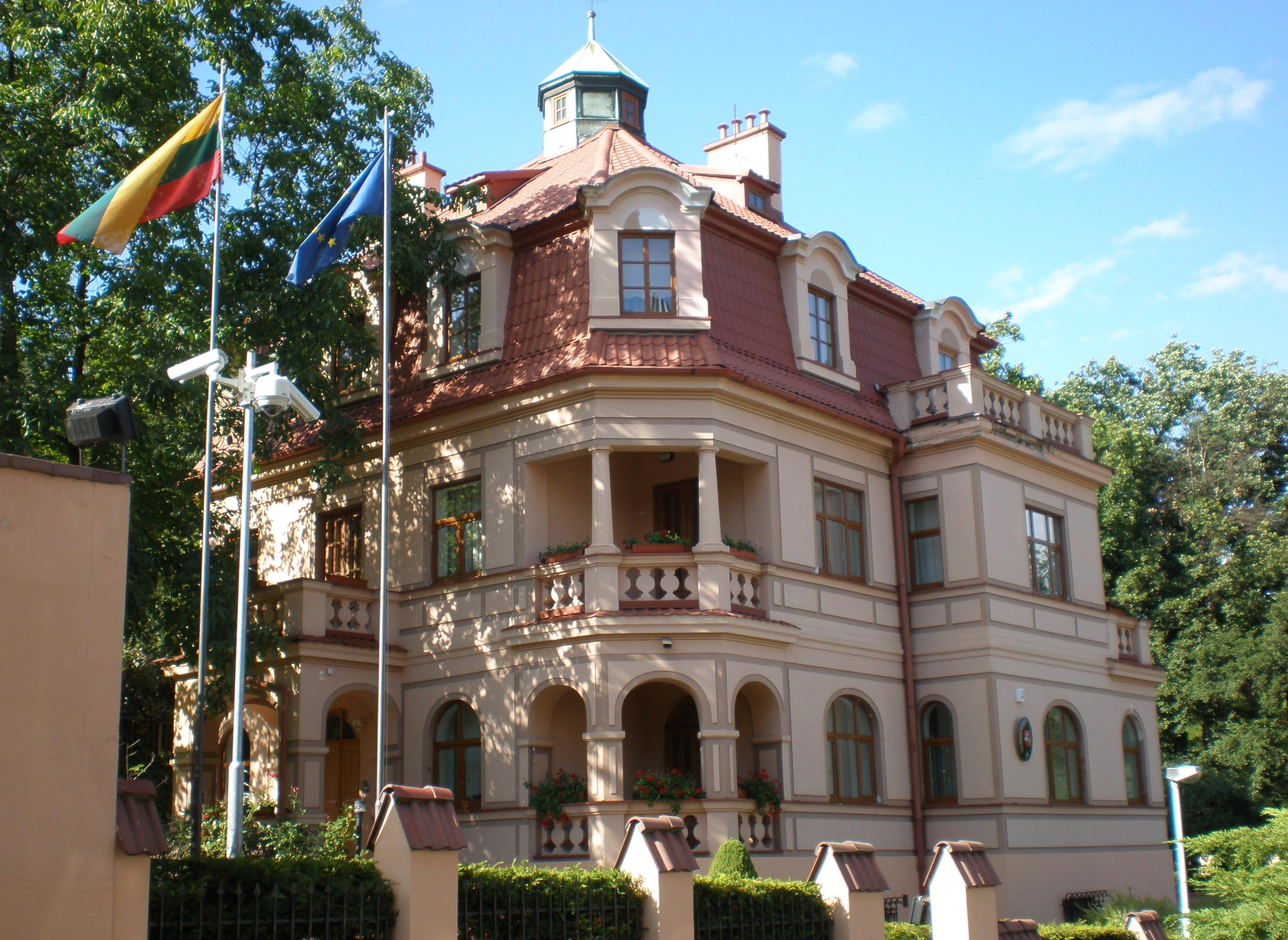
Ambasciata lituana a Praga

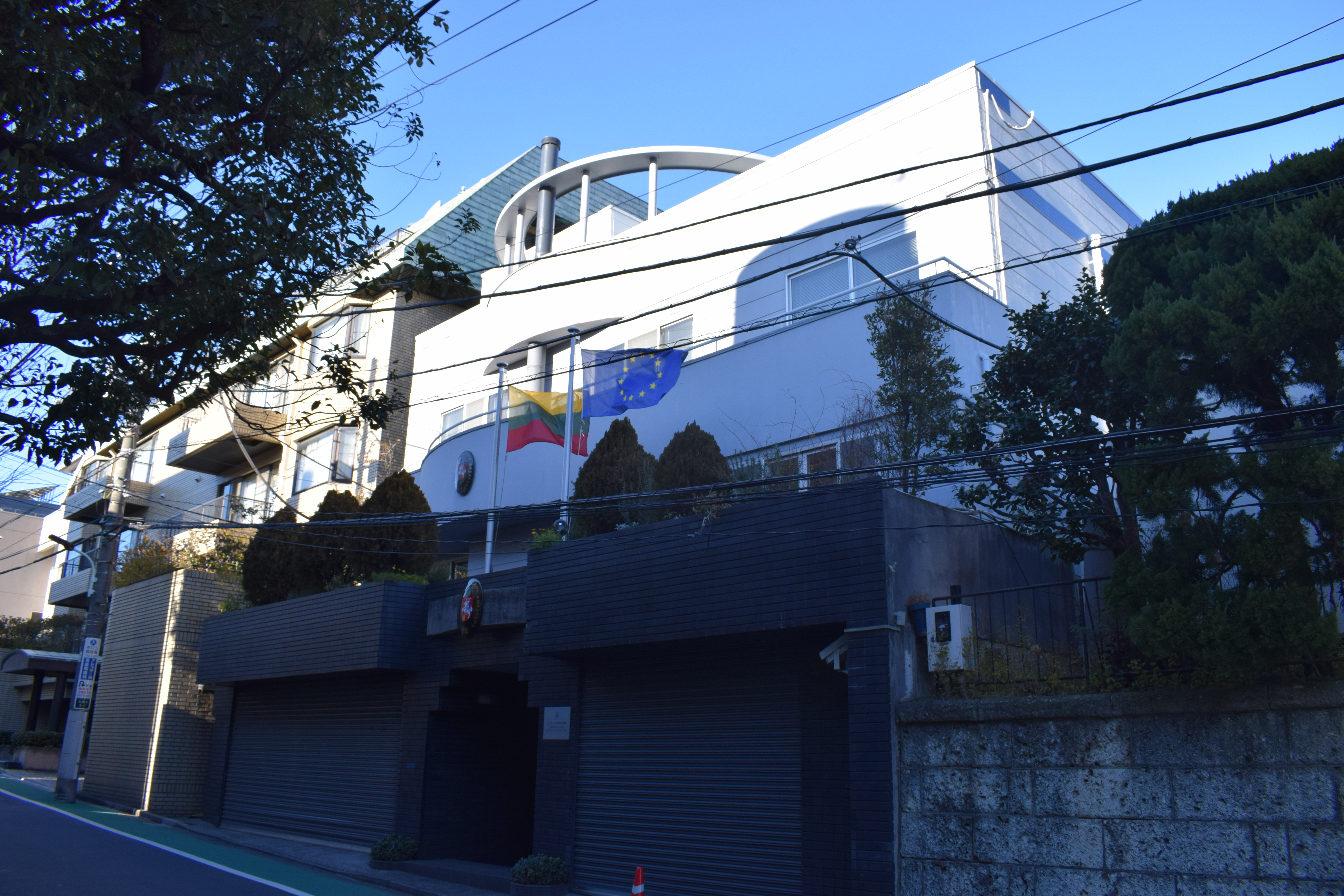
Ambasciata lituana a Tokyo

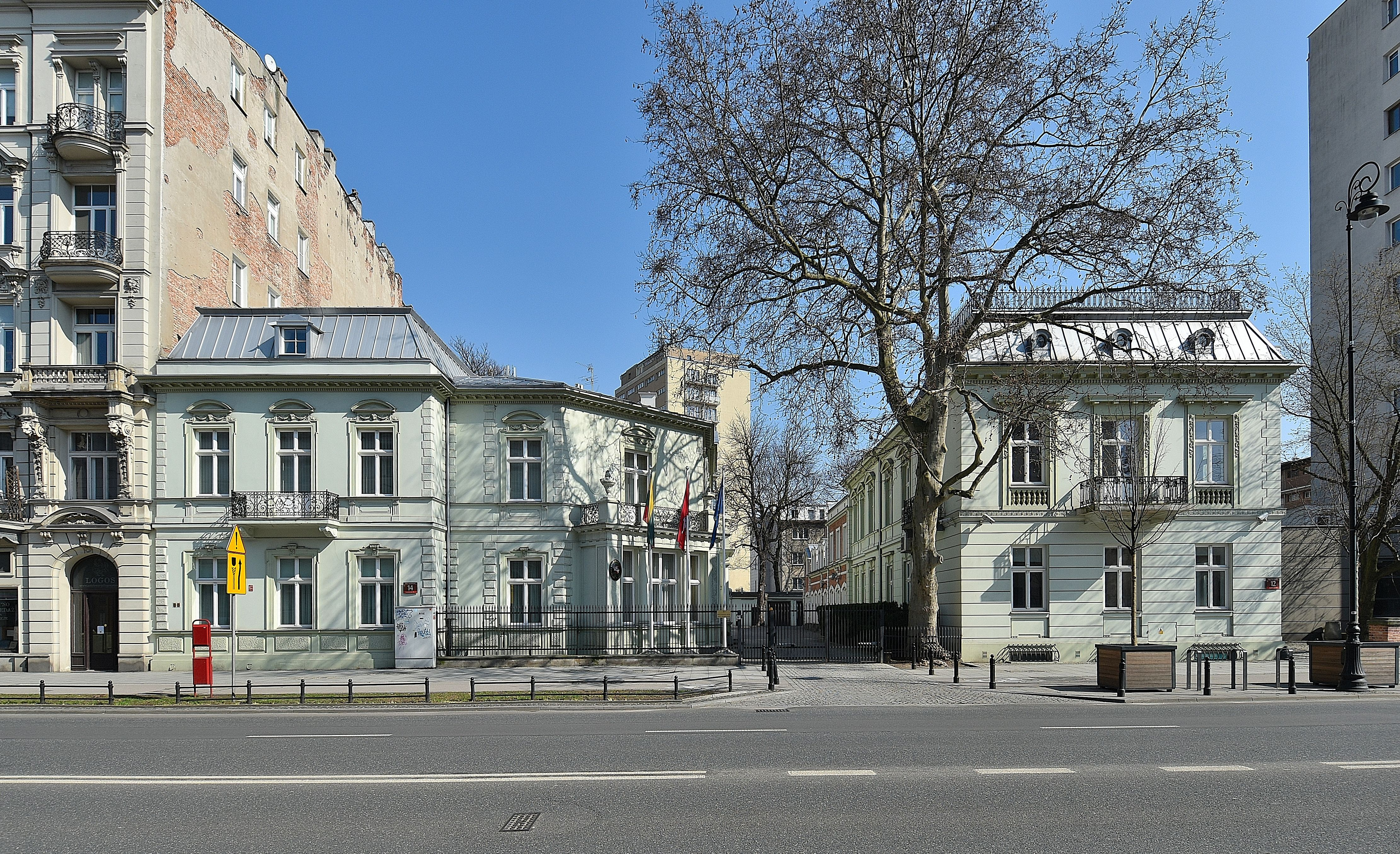
Ambasciata lituana a Varsavia

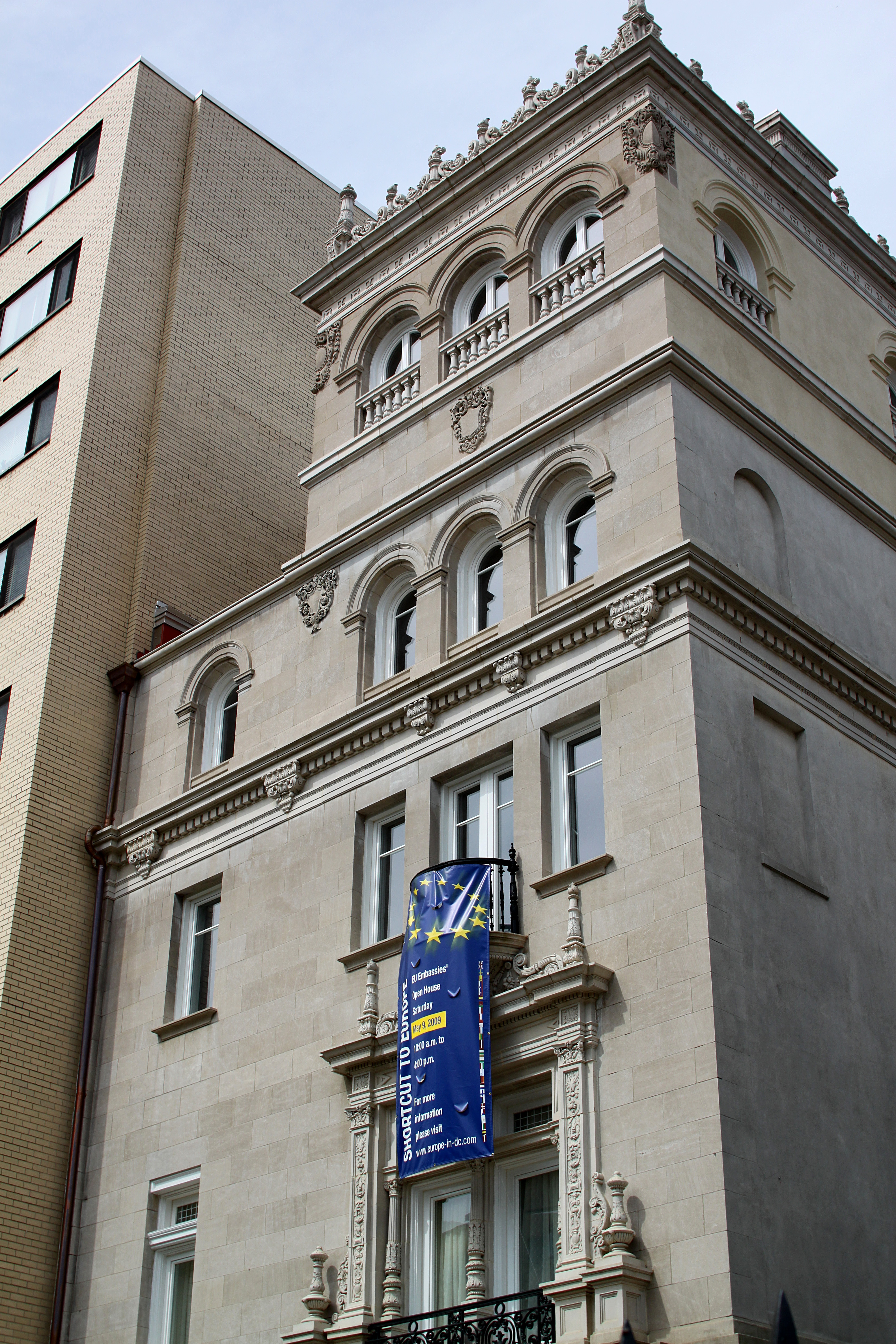
Ambasciata lituana a Washington

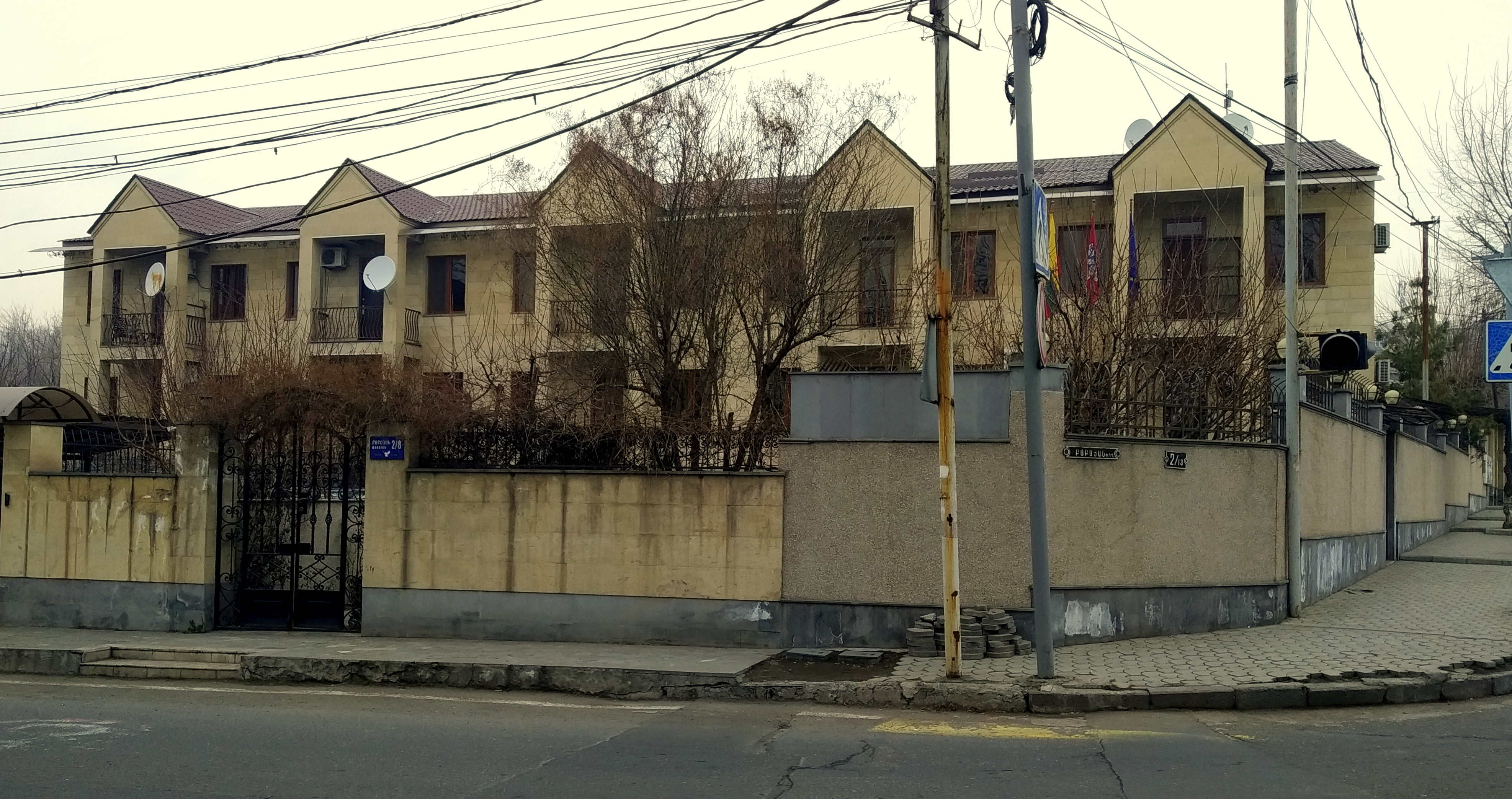
Ambasciata lituana a Erevan

## Africa
- Egitto
  - Il Cairo (Ambasciata)
- Sudafrica
  - Pretoria (Ambasciata)

## America
- Brasile
  - San Paolo (Consolato generale)
- Canada
  - Ottawa (Ambasciata)
- Stati Uniti
  - Washington (Ambasciata)
  - Chicago (Consolato generale)
  - Los Angeles (Consolato generale)
  - New York (Consolato generale)

## Asia
- Armenia
  - Erevan (Ambasciata)
- Azerbaigian
  - Baku (Ambasciata)
- Cina
  - Pechino (Ambasciata)
- Emirati Arabi Uniti
  - Abu Dhabi (Ambasciata)
- Georgia
  - Tbilisi (Ambasciata)
- India
  - Nuova Delhi (Ambasciata)
- Israele
  - Tel Aviv (Ambasciata)
- Giappone
  - Tokyo (Ambasciata)
- Kazakistan
  - Nur-Sultan (Ambasciata)
  - Almaty (Consolato generale)
- Palestina
  - Ramallah (Ufficio di rappresentanza)
- Turchia
  - Ankara (Ambasciata)

## Europa
- Austria
  - Vienna (Ambasciata)
- Bielorussia
  - Minsk (Ambasciata)
  - Hrodna (Consolato generale)
- Belgio
  - Bruxelles (Ambasciata)
- Città del Vaticano
  - Roma (Ambasciata)[1]
- Croazia
  - Zagabria (Ambasciata)
- Danimarca
  - Copenaghen (Ambasciata)
- Estonia
  - Tallinn (Ambasciata)
- Finlandia
  - Helsinki (Ambasciata)
- Francia
  - Parigi (Ambasciata)
- Germania
  - Berlino (Ambasciata)
- Grecia
  - Atene (Ambasciata)
- Irlanda
  - Dublino (Ambasciata)
- Italia
  - Roma (Ambasciata)
- Lettonia
  - Riga (Ambasciata)
- Moldavia
  - Chișinău (Ambasciata)
- Norvegia
  - Oslo (Ambasciata)
- Paesi Bassi
  - L'Aia (Ambasciata)
- Polonia
  - Varsavia (Ambasciata)
  - Sejny (Consolato)
- Regno Unito
  - Londra (Ambasciata)
- Rep. Ceca
  - Praga (Ambasciata)
- Romania
  - Bucarest (Ambasciata)
- Russia
  - Mosca (Ambasciata)
  - Kaliningrad (Consolato generale)
  - San Pietroburgo (Consolato generale)
  - Sovetsk (Consolato)
- Spagna
  - Madrid (Ambasciata)
  - Valencia (Consolato)
- Svezia
  - Stoccolma (Ambasciata)
- Svizzera
  - Ginevra (Consolato)
- Ucraina
  - Kiev (Ambasciata)
- Ungheria
  - Budapest (Ambasciata)

## Organizzazioni multilaterali
- Bruxelles (delegazioni presso l'Unione europea e la NATO)
- Ginevra (delegazione permanente alle Nazioni Unite e organizzazioni internazionali a Ginevra)
- New York (delegazione alle Nazioni Unite)
- Parigi (delegazioni all'UNESCO)
- Strasburgo (delegazione al Consiglio d'Europa)
- Vienna (delegazioni alle Nazioni Unite, IAEA e Organizzazione per la sicurezza e la cooperazione in Europa)